# L'Homme idéal (film, 1996)
Pour les articles homonymes, voir L'Homme idéal.
Pour plus de détails, voir Fiche technique et Distribution.
L'Homme idéal est un film québécois réalisé par George Mihalka, sorti en 1996. 

## Synopsis
Lucie, femme célibataire récemment devenue rédactrice en chef de la revue de mode Vague, fête ses trente-cinq ans avec trois copines. Soufflant les chandelles de son gâteau d'anniversaire, elle fait le vœu d'avoir un enfant. Ses amies lui font remarquer qu'il faut d'abord qu'elle se trouve un homme. Lucie se donne alors le défi de trouver ce père en trois mois et promet des belles récompenses à ses copines si elle l'aide à réussir cet objectif. Seule condition, elle veut des « candidatures qui ont de l'allure ». Commence ainsi la recherche de "l'homme idéal".

## Fiche technique
- Titre original : L'Homme idéal
- Réalisation : George Mihalka
- Scénario : Sylvie Pilon, Daniaile Jarry
- Musique : François Dompierre
- Direction artistique : Louise Jobin
- Costumes : Paul-André Guérin
- Maquillage : Jocelyne Bellemare
- Photographie : Rodney Gibbons
- Son : Gabor Vadnay, Marcel Pothier, Hans Peter Strobl
- Montage : François Gill
- Production : John D. Dunning, Daniaile Jarry, Christian Larouche, André Link et Barbara Shrier
- Société de production : Cinépix, Quatrième Vague
- Sociétés de distribution : Les Films Séville
- Budget : 3,2 millions de dollars[1]
- Pays d'origine :  Canada
- Langue originale : français
- Format : couleur
- Genre : Comédie romnatique
- Durée : 110 minutes
- Dates de sortie :
  - Canada : 24 septembre 1996 (première - Place des Arts)
  - Canada : 27 septembre 1996

## Distribution
- Marie-Lise Pilote : Lucie
- Roy Dupuis : Christian
- Macha Grenon : Virginie
- Carmen Ferland : Hélène
- Brigitte Morel : maman bébé Max
- Marc-André Coallier : Benoit
- Linda Sorgini : Juliette
- Francine Ruel : Mado
- Joe Bocan : Rebecca
- Yvan Benoît : Serge
- Pauline Lapointe : Monique
- Marguerite Blais : animatrice de télé
- Denis Bouchard : Albert
- Patrice L'Écuyer : Georges
- Jean-Marie Lapointe : Frank
- Martin Drainville : Gabor
- Marie-Soleil Tougas : vendeuse bikini
- Gregory Hlady : Lazslo
- Rémy Girard : Bob
- Jean Leclerc (en) : Gilbert Doyon
- Deano Clavet : conducteur Camaro
- Cédric Noël : Pierre
- Élizabeth Chouvalidzé : mère de Pierre
- Claude Léveillée : confrère de Pierre
- Annie Dufresne : jeune nymphe
- Louisette Dussault : femme du confrère
- Francis Reddy : célibataire de la buanderie
- Louise Laparé : Gabrielle Viens
- Luc Guérin : père de Lucie (flashback)
- Rita Lafontaine : mère de Lucie
- Manuel Foglia : photographe